# 교황 마르첼로 1세
교황 마르첼로 1세(라틴어: Marcellus I, 이탈리아어: Marcello I)는 제30대 교황(재위: 308년 5월/6월 - 309년)이다. 오랜 시간이 지난 후에 교황 마르첼리노의 뒤를 이어 교황이 되었다. 그는 근래에 기독교 박해 때 배교하였던 기독교인들에게 공적인 참회와 가혹한 보속을 요구하자 이를 계기로 소동이 일어나 309년 로마 황제 막센티우스에 의해 로마에서 추방당했다. 같은 해 그는 유배지에서 선종하였으며, 교황 에우세비오가 그의 뒤를 이었다. 마르첼로 1세의 유해는 로마의 산 마르첼로 알 코르소 성당에 안치되어 있다. 사후 성인으로 시성되었으며, 축일은 1월 16일이다.

## 교황
304년 교황 마르첼리노의 순교 이후로도 디오클레티아누스의 기독교 박해는 조금도 약화되지 않고 가혹함이 지속되었다. 305년 디오클레티아누스가 퇴위하고 다음해 10월 막센티우스가 제위를 계승하면서 로마의 기독교인들은 다시 얼마간 평화로운 시기를 보낼 수 있었다. 그럼에도 불구하고, 2년 가까이 새로운 로마의 주교는 선출되지 못하고 계속 미루어지다가, 308년에 가서야 마르첼로 1세가 선출되었다. 마르첼로는 교회가 큰 혼란 속에 빠져 있음을 인식하였다. 기독교인들의 모임 장소와 몇몇 교회 묘지가 몰수되었으며, 신자들의 일상 생활 및 교회의 활동이 위협받고 있었기 때문이다. 여기에 더해 교회 내에서 불화가 일어났다. 오랜 기독교 박해기간 동안 배교했었다가 다시 돌아온 많은 신자가 어떠한 속죄 절차 없이도 교회로의 복귀가 허용해야 한다고 주장하면서 교회 내의 갈등이 촉발된 것이다.
《교황 연대표》에 따르면, 마르첼로 1세는 예비 신자들의 신앙 교육 준비를 도맡아 했으며, 보속 행위를 지시할 사제들을 임명하였으며, 로마 교회 구역을 본당 25개별로 나누어 재정비하였다. 그리고 사제들이 죽은 사람의 매장과 순교자의 죽음을 기념하는 의식을 주관하도록 하였다. 또한, 살라리아 가도에 새로운 교회 묘지(성 프리실라 카타콤바)를 만들었다.
그러나 마르첼로 1세의 활동은 배교했던 신자들을 교회 안에서 다시 받아들이는 문제와 관련한 논쟁이 생기면서 바로 끝나게 되었다. 이에 대한 내막은 훗날 교황 다마소 1세가 마르첼로 1세를 기념하여 그의 비문에 새긴 헌정시를 통해 대략적으로나마 파악할 수 있다. 이 비문에는 교황의 권위가 헤라클리우스의 반대로 신망을 잃었다고 기록되어 있다. 그 이유는 마르첼로 1세가 배교자들에게 공적인 참회를 요구하자 이를 계기로 문제가 일어나 평화를 깨뜨렸으므로 막센티우스 황제가 마르첼로 1세를 유배 보냈기 때문이다. 유배지에서 세상을 떠난 후 그의 시신은 로마로 옮겨져 성 프리실라 카타콤바에 매장되었다. 5세기에 나온 《마르첼로의 수난》은 막센티우스 황제가 마르첼로 1세를 마부로 강등시킨 후 귀양지에서 실제로 그 일을 시키자 중노동에서 오는 과로로 인하여 일찍 세상을 떠났다는 이야기를 전하고 있다.

## 같이 보기
- 교황 목록